# ناویا تامورا
ناویا تامورا (انگلیسی: Naoya Tamura؛ زادهٔ ۲۰ نوامبر ۱۹۸۴) بازیکن فوتبال اهل ژاپن است.